# Chihiro Szellemországban
A Chihiro Szellemországban (eredeti címe japánul: 千と千尋の神隠し, Szen to Csihiro no kamikakusi) 2001-ben bemutatott japán fantasy animációs film Mijazaki Hajao írásában és rendezésében és a Studio Ghibli gyártásában.

## Cselekmény
Ogino Csihiro (a film magyar szinkronjában Csihiro Szenko), egy tízéves kislány szüleivel, Akióval és Jukóval új városba költözik, bár Csihirónak ez egyáltalán nincs kedvére. Az odavezető úton azonban a család egyszer csak eltéved. Kíváncsiságból egy szűk alagúton gyalogolnak át, s ezzel tudtukon kívül egy furcsa szellemvilágba csöppennek – pontosabban egy isteni fürdőház közvetlen közelébe, melybe a különböző túlvilági lények felfrissülni és pihenni járnak.
Akio és Juko a hely felfedezése közben sok asztalnyi ételre lelnek, és azonnal nekilátnak a falatozásnak. Csihiro azonban nem követi szülei példáját, és jól teszi: szülei disznómód lakmározásának vége az lesz, hogy ők maguk is disznóvá változnak.
Ahogy hirtelen leszáll az est, mindenféle furcsa lények tűnnek elő, Csihiro pedig láthatatlanná kezd válni. Egy fiatal fiú, Haku menti meg, aki egy bogyót ad a lánynak, amitől újra szilárd és látható lesz. Ezután elvezeti Jubaba szellemvilági palotájához, és megmondja neki, mi az egyetlen mód arra, hogy elég időt maradjon biztonságban ahhoz, hogy megmenthesse a szüleit: munkát kell találnia a szellemek fürdőhelyén.
Csihiro a fürdőhelyen dolgozók segítségével eljut a legfelső szintre, ahol találkozik Jubabával, a fürdőt működtető boszorkánnyal, és fiával, egy hatalmasra nőtt kisbabával. A kislány munkát kap azzal a feltétellel, hogy neve nagy része Jubabáé lesz: új neve a Csihiro japán szó első jeléből megmaradt, Szen jelentésű kandzsi. Jubaba így tartja szinte rabszolgáiként magánál a fürdőhelyen dolgozókat: nevük nélkül az emberek hamarosan elfelejtik, kik is valójában, és ha erre nem jönnek rá, sosem szabadulhatnak.
Szen nehezen illeszkedik be munkahelyén, de tiszteletre tesz szert, amikor sikerül kezelnie egy furcsa, nyálkás, bűzös lápistennek hitt vendéget, akiről kiderül, hogy egy az emberek világától beszennyezett folyóisten. Ezért cserébe egy fura gombócot kap tőle. Munka közben Szen beengedett egy „Arc nélküli szellemet”, aki segíteni próbál neki, de hamarosan irányíthatatlanná válik, és hamis aranyérmékkel kezdi magához csalogatni a fürdő dolgozóit, akik ha kapzsiságukban elfogadják az aranyat, Arcnélküli lenyeli őket. Csihiro önzetlensége az egyetlen, ami meg tudja állítani – nem fogad el az irtózatos vendégtől egy aranyat sem.
Haku – aki a varázslóinasként Jubaba szolgája – sárkány alakjában tér vissza a fürdőházhoz, és éppen sikigamik, papirfigurában testet öltött szellemek üldözik. Sok sérüléssel, de eljut Jubaba lakosztályába. Szen követi Hakut, de nem veszi észre, hogy az egyik papírfigura a hátához ragadt. A papírfigura egyszer csak átváltozik Zenibává, aki Jubaba ikertestvére. Kiderül, azért üldözte Hakut, mert a fiú elrabolt tőle egy nagyon értékes boszorkány-pecsétet.

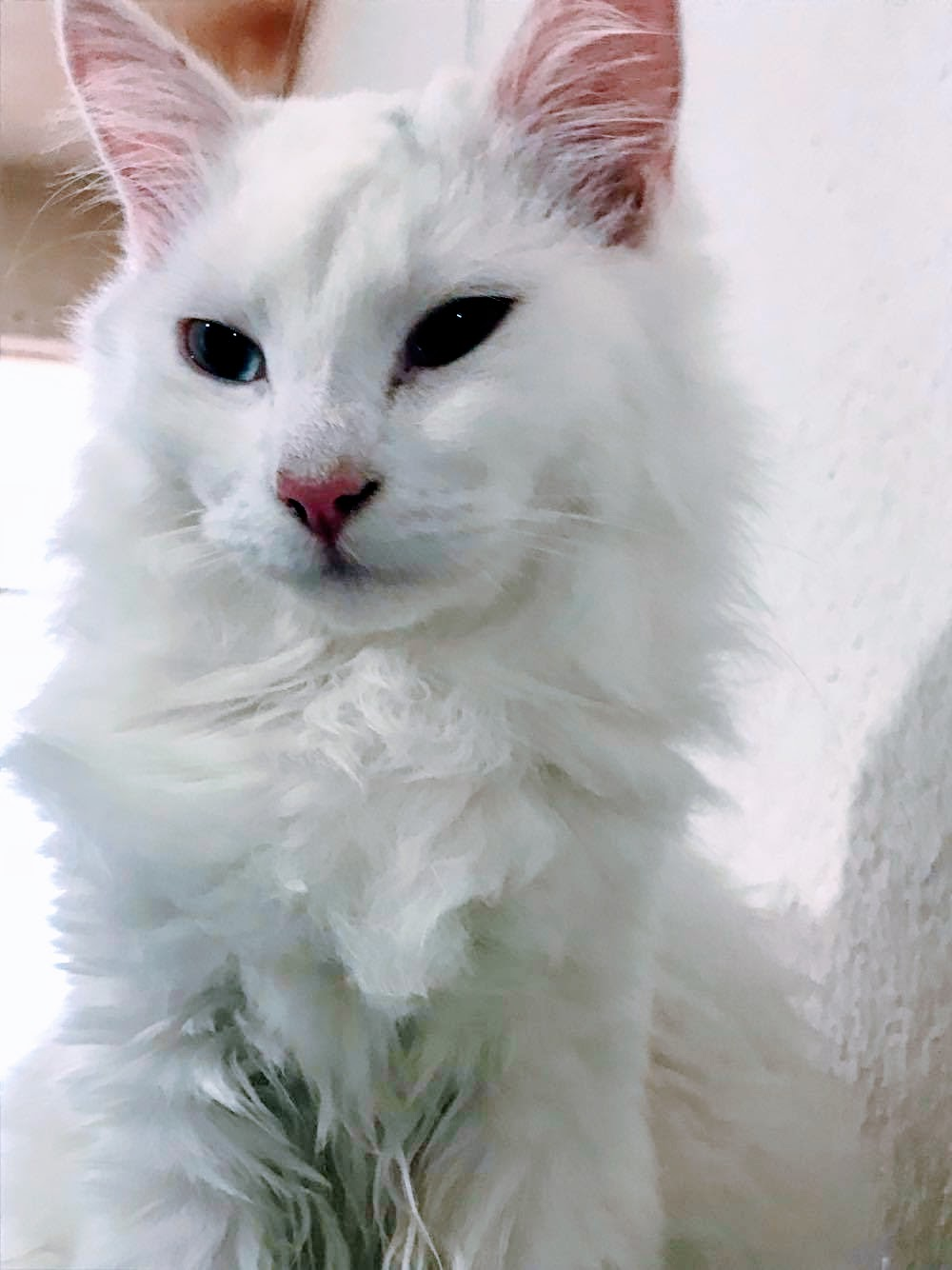
Haku, a sárkány

Zeniba átváltoztatja Jubaba sólyomszerű helyettesét egy kis repülő lénnyé, az általa túl hangosnak ítélt kisbabát pedig egy hörcsögszerű kisállattá. Haku eközben átvágja Zeniba papírfiguráját – ettől eltűnik a boszorkány-iker képmása – viszont a mozdulattól egy függőleges járatba esnek Szennel és a kisállatokkal együtt.
Szennek sikerül meggyógyítania Hakut, aki végül kiköpi a Zenibától lopott pecsétet. Szen úgy dönt, visszaviszi Zenibának a pecsétet, így elindul hozzá Arcnélküli és az átváltoztatott kisállatok társaságában. Jubaba igen dühös lesz, amikor észreveszi, hogy eltűnt a babája. Haku egyezséget köt vele: ha visszahozza Zenibától a gyereket, Jubaba hazaengedi Szent és a szüleit.
Haku Zeniba kunyhójában találja meg Szent, akit sárkány alakjában visszarepít a fürdőházhoz. Szen időközben már rájött igazi nevére, és azt is tudja, hol találkozott már Hakuval: Haku valójában egy folyószellem, ráadásul a Kohaku folyóé, aminél Csihiro korábban lakott, de amelyet leeresztettek, hogy építkezhessenek a helyére. Amint Csihiro ráébreszti Hakut igazi nevére, a fiú teljesen megszabadul Jubaba irányítása alól.
A fürdőhelyen Csihirónak még egy próbát kell kiállnia, hogy felszabadítsa szüleit: ki kell választania őket egy csapat malac közül. Csihiro kitalálja, hogy a malacok között nincsenek ott a szülei. A jó válaszért cserébe szüleit elengedik (bár ők semmire sem emlékeznek), és mindnyájan visszatérhetnek az emberek világába.

## Szereplők

### Magyar hangok
| Szereplő       | Eredeti hang       | Magyar hang          |
| -------------- | ------------------ | -------------------- |
| Csihiro (Szen) | Hiiragi Rumi       | Csuha Bori           |
| Haku           | Irino Miju         | Szvetlov Balázs      |
| Jubaba         | Nacuki Mari        | Szabó Éva            |
| Zeniba         | Nacuki Mari        | Kassai Ilona         |
| Csihiro apja   | Naitó Takasi       | Szabó Sipos Barnabás |
| Csihiro anyja  | Szavagucsi Jaszuko | Tóth Ildikó          |
| Breki          | Gasúin Tacuja      | Szokol Péter         |
| Kisbaba        | Kamiki Rjúnoszuke  | Czető Ádám           |
| Lin            | Tamai Jumi         | Kisfalvi Krisztina   |
| Arcnélküli     | Óizumi Jó          | Imre István          |
| Kamadzsi       | Szugavara Bunta    | Gruber Hugó          |
| Folyamisten    | Hajasi Koba        | nincs                |
| Főfelügyelő    | Kamidzsó Cunehiko  | Harsányi Gábor       |
| Felügyelő      | Ono Takehiko       | Lázár Sándor         |

További magyar hangok: Cs. Németh Lajos, Kapácsy Miklós, Kardos Gábor, Szélyes Imre

#### Magyar változat
- Felolvasó: Kertész Zsuzsa
- Magyar szöveg: Csizmás Kata
- Hangmérnök: Kardos Péter
- Rendezőasszisztens: Majoros Eszter
- Vágó: Simkóné Varga Erzsébet
- Gyártásvezető: Fehér József
- Szinkronrendező: Rehorovszky Béla
- Szinkronstúdió: Mafilm Audio Kft.
- Megrendelő és forgalmazó: Best Hollywood

## A történet lehetséges értelmezései
A történet egyik általános értelmezése szerint Csihiro útja a gyermekkortól a felnőtté válásig vezet, és arra hívja fel a figyelmet, hogy az átmenet gyakran az ember valódi énjének elvesztésével járhat. Csihiro emellett annak a modern, elkényeztetett fiatal japán lánynak is lehet a típusfigurája, aki a mai modern környezetben nevelkedik, de egy váratlan szituációba csöppenve, ami által a hagyományos japán kultúrát és viselkedéskultúrát ismeri meg, mégis számára egészen újfajta szemlélettel gazdagodik.
A filmben emellett megjelenik Mijazaki több, például A vadon hercegnője (Mononoke Hime) című filmjében visszatérő témája, a környezettel szembeni tudatosság – többek között a folyamistent belepő kosz és bűz képében.
Mijazaki emellett ebben a művében is vigyáz arra, hogy szereplői ne legyenek egyoldalúan gonoszak vagy jók. Minden karakternek megvannak a maga pozitív és negatív tulajdonságai, melyek attól függően mutatkoznak meg, hogy milyen szituációban kell helytállniuk a szereplőknek.

### Utalások
Kritikusok, elemzők és nézők különböző irodalmi, vallási és művészettörténeti utalásokat vélnek felfedezni a filmben. Az ősi japán vallás, a sintó „isteneinek”, a nyolcmillió kaminak a fürdőháza például a sintó mitológiából ered.

## Díjak
A Chihiro Szellemországban 2003-ig összesen 30 díjat nyert a világ számos helyén. Ezek közül talán a legfontosabbak:
- A legjobb film díja (Japán filmfesztivál, 2001)
- A legjobb filmnek járó Arany medve-díj (Berlini filmfesztivál, 2002)
- Legjobb animációs filmnek járó Oscar-díj (2003)

## Érdekességek
- A Chihiro Szellemországban a Titanicot megverve a legnagyobb bevételt hozó film lett Japánban. 2002-ig a teljes japán lakosság egyhatoda látta a filmet.
- Mijazaki Hajao már nyugdíjba vonult, amikor egy ismerőse kislányát megismerve ihletet és ötletet kapott a film elkészítésére.